# Castianeira zionis
Castianeira zionis is een spinnensoort uit de familie van de loopspinnen (Corinnidae).
De wetenschappelijke naam van de soort werd in 1929 als Callilepis zionis gepubliceerd door Ralph Vary Chamberlin & Angus Munn Woodbury.